# Фицалан-Говард, Эдуард, 18-й герцог Норфолк
Эдуард Уильям Фицалан-Говард, 18-й герцог Норфолк (англ. Edward William Fitzalan-Howard, 18th Duke of Norfolk; род. 2 декабря 1956) — британский аристократ и пэр из рода Говардов. Граф Арундел с 31 января 1975 по 24 июня 2002. Граф-маршал с 24 июня 2002. Герцог Норфолк с 24 июня 2002.

## Ранние годы и образование
Эдуард Уильям Фицалан-Говард, 18-й герцог Норфолк является сыном Майлза Фрэнсис Стэплтона Фицалана-Говарда, 17-го герцога Норфолка и его жены Энн Мэри Терезы Констебль-Максвелл. Он получил образование в колледже Амплфорт и независимой католической школе, а затем обучался в Линкольн-колледже, Оксфорд.

## Карьера
Норфолк работал в разных компаниях, и с 2000 года по 2002 год был заместителем граф-маршала. После смерти своего отца в 2002 году, он унаследовал от покойного герцога Норфолка пэрство и должность граф-маршала. Он был бойскаутом-волчонком пока учился в школе при Амплфорт-колледже и в настоящее время имеет две должности в скаутском движении. Он был до 2010 года президентом первой Арундельской (принадлежность графу Арунделу) скаутской группы, и до сих пор президент скаутского округа Арундела и Литлхэмптон. Он также является покровителем скаутов Западного Суссекса. В июне 2003 года он был награждён медалью «За заслуги перед скаутским движением».

## Личная жизнь
27 июня 1987 года будущий герцог, тогда ещё граф Арундел, женился на Джорджине Сьюзан Гор (род. 30 января 1962) в кафедральном соборе Арундела. Джорджиана была младшей дочерью Джона Темпла Гора (1931—2018) и его первой жены Серены Маргарет Маунси. Вместе у них есть три сына и две дочери:
- Генри Майлз Фицалан-Говард, граф Арундел, родился 3 декабря 1987 года, с 16 июля 2016 года женат на графине Сесилии Мэри Элизабет деи Конти Колачиччи (род. 1988), трое детей:
  - Флора Мэри Изабелла (род. 10 ноября 2018)
  - Элиза Рэйчел Мэри (род. 12 мая 2020)
  - Серена Елена Роуз Фицалан-Говард (род. 7 июня 2023)
- леди Рейчел Фицалан-Говард, родилась 10 июня 1989 года.
- лорд Томас Фицалан-Говард, родился 14 марта 1992 года.
- леди Изабель Фицалан-Говард, родилась 7 февраля 1994 года.
- лорд Филипп Фицалан-Говард, родился 14 июля 1996 года.

В апреле 2011 года было объявлено, что герцог и герцогиня попробуют пожить раздельно.

## Пэрства
В 2002 году Эдуард Фицалан-Говард унаследовал герцогство Норфолк, а также ряд графств, баронств, наследственных должностей и титулов, закрепленных за герцогством, от своего отца. Его пост Граф-маршала, один из Высших сановников государства, делает его ответственным за государственные дела, такие как коронация и государственное открытие парламента. Он также, в силу этого поста, один из наследственных судей Рыцарского суда и руководителя Герольдической палаты, ответственного за геральдику в Англии и Уэльсе, а также других частях Содружества наций.

### Список пэрств
- 18-й герцог Норфолк[3] (Первый герцог Англии);
- 36-й граф Арундел[3] (17-й в 3-й креации) (Первый граф Англии);
- 19-й граф Суррей[3];
- 16-й граф Норфолк[3];
- 13-й барон Бомонт[3];
- 26-й барон Мэлтреверс[3];
- 16-й барон Фиц-Алан[3];
- 16-й барон Клан[3];
- 16-й барон Освестри[3];
- 5-й барон Говард из Глоссопа[3].

### Список наследственных должностей
- Граф-маршал;[3]
- Главный дворецкий Англии (один из трех претендентов на эту должность до Претензионного суда 1902 года. Спор не был решен).

## Титулы и обращения
- Эдуард Фицалан-Говард, эсквайр (1956—1971);
- достопочтенный Эдвард Фицалан-Говард (1971—1975);
- граф Арундел (1975—2002);
- Его Светлость герцог Норфолк (2002 — по настоящее время).